# Jüdischer Friedhof (Limburg an der Lahn)

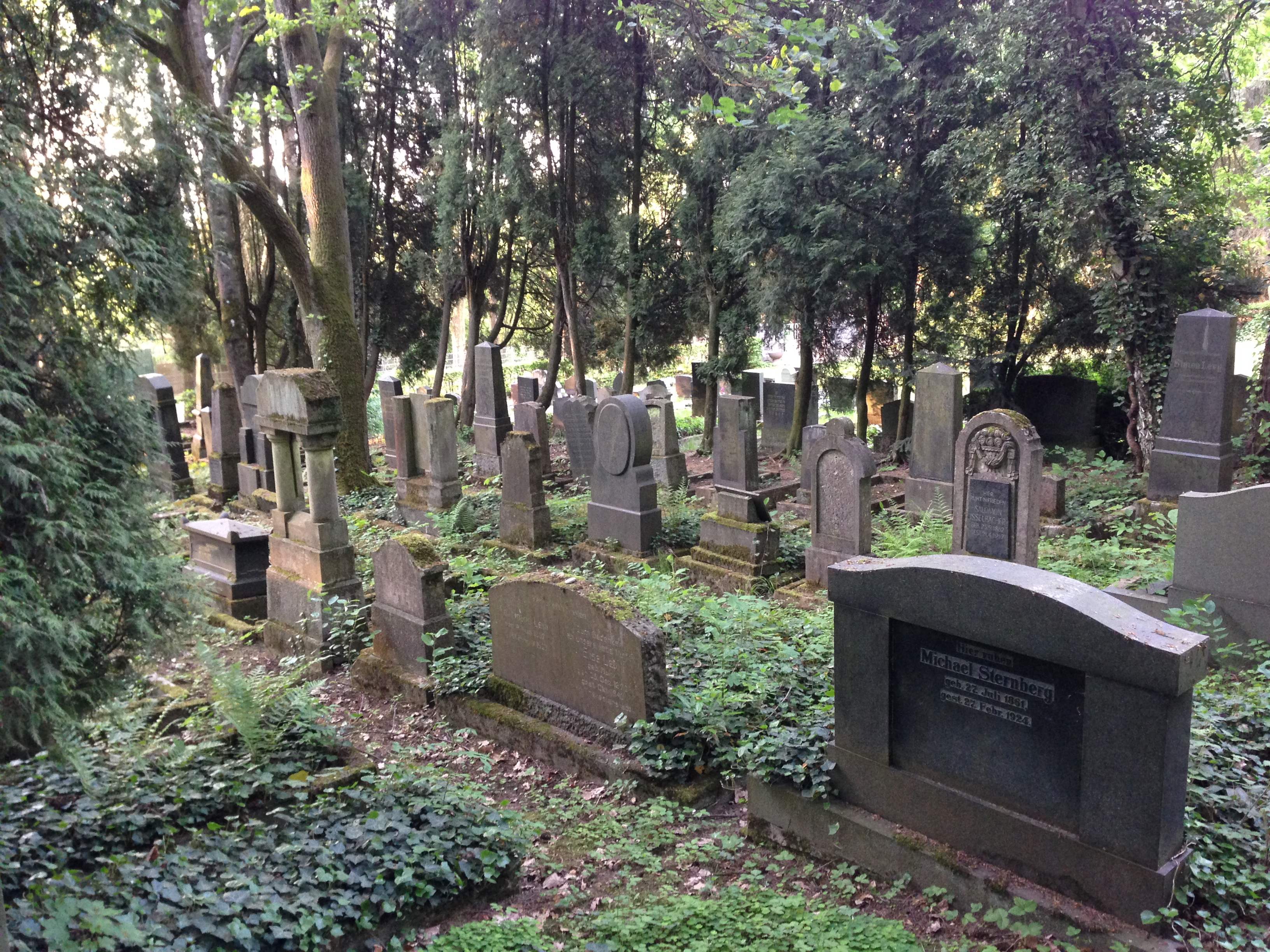
Jüdischer Friedhof in Limburg

Der jüdische Friedhof der hessischen Kreisstadt Limburg an der Lahn befindet sich auf einem kleinen, teilweise bewaldeten Grundstück an der nördlichen Seite des Schafsbergs.
Angelegt wurde der Friedhof 1880, zu dieser Zeit lebten etwa 200 Juden in der Stadt. Er ersetzte die vermutlich seit dem Mittelalter bestehende „Judenschiede“ im Schlenkert. Einige der Grabsteine wurden von dort auf den neuen Friedhof verlegt, so dass die ältesten aus der Zeit um 1840 datieren. Erwähnenswert ist der Grabstein von Adolph Sternberg, dem Vater Leo Sternbergs und bekanntem Autor von Heimatbüchern.
Auf dem Friedhof befindet sich eine Gedenkstele für die zur Zeit des Dritten Reichs ermordeten Juden der Stadt. Die gesamte Friedhofsanlage steht, inklusive der Grabmale, „aus geschichtlichen Gründen“ unter Denkmalschutz.